# 畢
畢（ひつ）は、西周・春秋時代の小諸侯国。国君は姫姓畢氏。

## 建国
文王の十五男の畢公高が武王によって畢（現在の陝西省咸陽市渭城区と西安市長安区の一帯）に封じられた。畢公高で畢の始祖である。畢公高の長男の楷伯は楷に封じられたため、次男の畢仲が畢を継承した。

## 滅亡
建国から四百年後、畢は西戎により滅亡した。しかし、平王ともに東の洛邑に遷った畢は戦国時代まで命脈を保った可能性もある。

## 滅亡後
畢公高の後裔の畢万は亡国後、晋に趣き、献公により大夫となった。畢万は献公につき従い出征し、軍功が卓著であったため、魏に封じられ、魏氏を名乗った。文侯の代に趙・韓の三国で晋を分割し（三家分晋）、周王の冊封を受け、戦国七雄の一国となった。

## 歴代君主
- 畢公高
- 畢仲（中国語版） - 畢公高の次男[1][2]。
- 畢桓 - 畢仲の後裔。穆王時代の三公の一人[1][2]。
- 畢伯克（中国語版）
- 畢伯碩父（中国語版）